# Henri de Baillet-Latour
Henri de Baillet-Latour,  (1. ožujka 1876., –  6. siječnja 1942.), bio je belgijski športski pedagog, član Međunarodnoga olimpijskog odbora od 1903., i predsjednik MOO-a u razdoblju od 1925. do 1942. godine.

## Vanjske poveznice
- Službene stranice MOO-a o Henriju de Baillet-Latouru